# João Guilherme de Aragão
João Guilherme de Aragão (São José do Egito, 25 de junho de 1912 – Brasília, 28 de fevereiro de 1986) foi um escritor e político brasileiro.
Foi chefe do Departamento Administrativo do Serviço Público (DASP).